# 中国民主同盟贵州省委员会
中国民主同盟贵州省委员会，简称民盟贵州省委，是中国民主同盟在贵州省的地方组织。

## 历届委员会

### 第十二届
- 任期：2017年6月－
- 主任委员：何力
- 副主任委员：冉霞、黄先明、卢云辉、吴平、李龙、丁贵杰、林倩